# かねもりあやみ
かねもり あやみは、広島県三原市出身の漫画家である。
24歳となる2011年に、集英社の女性漫画雑誌7誌主催の第4回金のティアラ大賞に応募した『ネペンテスの恋』が銀賞を受賞した。同年、『梢の森』の連載を始める。
集英社との2年契約が終了すると、作品の発表を秋田書店に移した。足掛け8年の長期連載となった『サチのお寺ごはん』は、2017年にテレビドラマ化されている。

## 作品
- 『ネペンテスの恋』 - 第4回金のティアラ大賞銀賞受賞作[5]。『コーラス』第18巻第6号（2011年6月号）の別冊附録「デビューコーラス」に掲載された[2][3]。2022年「ネペンテスの森」として映画化（監督・脚本：片岡れいこ、監修・撮影・編集：安田淳一）。
- 『京、一会（いちえ）』 - 『コーラス』第18巻第9号（2011年9月号）の別冊附録「和こーらす」に掲載した[10]。
- 『梢の森』 - 『ココハナ』第1巻第1号（2012年1月号）から第1巻第6号（2012年6月号）まで連載した[6]。
- 『53歳の天使』 - 『プリンセスゴールド』2013年7月号に掲載した[11]。
- 『この街は神さまの庭 : 四神の京都・町家暮らし』 - 『プリンセスゴールド』で2014年11月号まで連載した[12]。
- 『君とレモンの星』 - 『プリンセスゴールド』の2015年3月号から2016年3月号まで連載した[13][14]。
- 『サチのお寺ごはん』 - 『エレガンスイブ』第32巻第4号（2015年4月号）から第40巻第7号（2023年7月号）まで連載した[7][8]。「原案協力」として名を連ねた久住昌之は、企画したのは自分だが、物語の創作はかねもりあやみに依るものだとしている[15]。
- 『鯉沼さんに恩返し』 - 『エレガンスイブ』第38巻第1号（2021年1月号）に掲載した[16]。
- 『ポテサラ☆ホリック』 - 『フォアミセス』第29巻第11号（2021年11月号）に掲載した[17][18]。
- 『蓮尺さんとあそぼ』 - 『エレガンスイブ』第40巻第12号（2023年12月号）から連載を始めた[19]。

## 書誌等情報
- 「ネペンテスの恋」『コーラス』第18巻第6号、集英社、東京、2011年4月28日、全国書誌番号:00098594。
- 「京、一会（いちえ）」『コーラス』第18巻第9号、集英社、東京、2011年7月28日、全国書誌番号:00098594。
- 『梢の森』集英社、東京〈マーガレットコミックス〉、2012年6月。ISBN 978-4-08-846795-5。全国書誌番号:22090986。[注 2]
- 「53歳の天使」『プリンセスゴールド』、秋田書店、東京、2013年6月15日、全国書誌番号:00088299。
- 『この街は神さまの庭 : 四神の京都・町家暮らし』 1巻、秋田書店、東京〈PRINCESS COMICS〉、2014年10月。ISBN 978-4-253-27040-3。全国書誌番号:22478375。
- 『この街は神さまの庭 : 四神の京都・町家暮らし』 2巻、秋田書店、東京〈PRINCESS COMICS〉、2014年12月。ISBN 978-4-253-27041-0。全国書誌番号:22509325。
- 『君とレモンの星』秋田書店、東京〈PRINCESS COMICS〉、2015年9月。ISBN 978-4-253-27115-8。全国書誌番号:22625905。
- 『サチのお寺ごはん』 1巻、久住昌之，青江覚峰、秋田書店、東京〈A.L.C.DX〉、2015年11月。ISBN 978-4-253-15961-6。全国書誌番号:22656395。
- 『サチのお寺ごはん』 2巻、久住昌之，青江覚峰、秋田書店、東京〈A.L.C.DX〉、2016年5月。ISBN 978-4-253-15962-3。全国書誌番号:22728345。
- 『君とレモンの星』 2巻、秋田書店、東京〈PRINCESS COMICS〉、2016年11月。ISBN 978-4-253-27116-5。全国書誌番号:22835229。
- 『サチのお寺ごはん』 3巻、久住昌之，青江覚峰、秋田書店、東京〈A.L.C.DX〉、2016年11月。ISBN 978-4-253-15963-0。全国書誌番号:22834377。
- 『サチのお寺ごはん』 4巻、久住昌之，青江覚峰、秋田書店、東京〈A.L.C.DX〉、2017年6月。ISBN 978-4-253-15964-7。全国書誌番号:22921048。
- 『ひなこ大福』秋田書店、東京〈A.L.C.DX・電子書籍〉、2017年11月。[注 3]
- 『サチのお寺ごはん』 5巻、久住昌之，青江覚峰、秋田書店、東京〈A.L.C.DX〉、2018年4月。ISBN 978-4-253-15965-4。全国書誌番号:23046569。
- 『サチのお寺ごはん』 6巻、久住昌之，青江覚峰、秋田書店、東京〈A.L.C.DX〉、2019年3月。ISBN 978-4-253-15968-5。全国書誌番号:23205773。
- 『サチのお寺ごはん』 7巻、久住昌之，青江覚峰、秋田書店、東京〈A.L.C.DX〉、2019年11月。ISBN 978-4-253-15969-2。全国書誌番号:23322952。
- 『サチのお寺ごはん』 8巻、久住昌之，青江覚峰、秋田書店、東京〈A.L.C.DX〉、2020年9月。ISBN 978-4-253-15970-8。全国書誌番号:23444291。
- 「鯉沼さんに恩返し」『エレガンスイブ』第37巻第1号、秋田書店、東京、2020年11月26日、全国書誌番号:00069278。[21]
- 『サチのお寺ごはん』 9巻、久住昌之，青江覚峰、秋田書店、東京〈A.L.C.DX〉、2021年6月。ISBN 978-4-253-15998-2。全国書誌番号:23551180。
- 「ポテサラ☆ホリック」『フォアミセス』第29巻第11号、秋田書店、東京、2021年10月1日、全国書誌番号:00100626。}
- 『サチのお寺ごはん』 10巻、久住昌之，青江覚峰、秋田書店、東京〈A.L.C.DX〉、2022年1月。ISBN 978-4-253-15999-9。全国書誌番号:23646643。
- 『サチのお寺ごはん』 11巻、久住昌之，青江覚峰、秋田書店、東京〈A.L.C.DX〉、2022年7月。ISBN 978-4-253-16000-1。全国書誌番号:23646643。
- 『サチのお寺ごはん』 12巻、久住昌之，青江覚峰、秋田書店、東京〈A.L.C.DX〉、2023年1月。ISBN 978-4-253-16239-5。全国書誌番号:23794620。
- 『サチのお寺ごはん』 13巻、久住昌之，青江覚峰、秋田書店、東京〈A.L.C.DX〉、2023年8月。ISBN 978-4-253-16240-1。全国書誌番号:23877777。[注 4]

## 脚註

### 註釈
1. ↑  『ネペンテスの恋』は、集英社の女性漫画誌『コーラス』第18巻第6号（2011年6月号）の別冊附録「デビューコーラス」に掲載、のちに単行本『梢の森』に収録された[2][3][4]。
2. ↑  単行本『梢の森』には、『ネペンテスの恋』も収録されている[4]。
3. ↑  『ひなこ大福』のモデルは、御菓子司角八本店（千葉県）のあんずチーズ大福である[20]。
4. ↑  『サチのお寺ごはん』第13巻の表紙は、同第1巻の表紙と対になるようデザインされている[22]。